# Jean Zerbo
Jean Zerbo (Ségou, 27 de dezembro de 1943 ) é um cardeal católico de Mali, atual arcebispo emérito de Bamako.

## Biografia
Jean Zerbo nasceu em 27 de dezembro de 1943 em Ségou, no Mali, e foi ordenado sacerdote ali em 10 de julho de 1971 por Pierre Louis Leclerc, bispo de Ségou.
Ele continuou sua educação primeiro em Lyon em 1975 e depois em Roma no Pontifício Instituto Bíblico de 1977 a 1981, ganhando seu diploma em escritura sagrada. Começando em 1982 foi designado para o trabalho paroquial em Markala enquanto também ensinava no Seminário Maior em Bamako.
Em 21 de junho de 1988, o Papa João Paulo II o nomeou Bispo Auxiliar de Bamako e Bispo Titular de Accia. Em 20 de novembro de 1988, foi consagrado bispo por Jozef Tomko, Prefeito da Congregação para a Evangelização dos Povos, com Luc Auguste Sangaré, Arcebispo de Bamako, e Joseph Paul Barnabé Perrot, Bispo emérito de San, como co-consagradores.
Em 19 de Dezembro de 1994, o Papa João Paulo II o nomeou Bispo de Mopti. Em 27 de junho de 1998, o Papa João Paulo II nomeou-o Arcebispo de Bamako. O Papa Francisco anunciou que elevará Zerbo a cardeal em um consistório em 28 junho de 2017.
Como arcebispo, ele promoveu o diálogo entre cristãos e a maioria muçulmana do Mali e participou em negociações de paz. Em 2012, ele fazia parte de uma delegação de representantes da sociedade civil que participaram de discussões entre o regime militar do Mali e a oposição dos partidos políticos. Ele tem sido um defensor da reconciliação nacional desde então. Ele também atuou como presidente da Caritas Mali, um programa de ajuda internacional para refugiados e pobres.

### Cardeal
Em 21 de Maio de 2017, no final do Regina Coeli, o Papa Francisco anunciou sua criação como cardeal no consistório de 28 de Junho.  Recebeu o anel cardinalício, o barrete purpurado e o titulus de cardeal-presbítero de Santo Antônio de Pádua na Via Tuscolana.